# Llano Grande, Cuautitlán de García Barragán
Llano Grande är en ort i Mexiko.   Den ligger i kommunen Cuautitlán de García Barragán och delstaten Jalisco, i den södra delen av landet, 500 km väster om huvudstaden Mexico City. Llano Grande ligger 729 meter över havet och antalet invånare är 154.
Terrängen runt Llano Grande är huvudsakligen kuperad, men norrut är den bergig. Runt Llano Grande är det glesbefolkat, med 14 invånare per kvadratkilometer. Närmaste större samhälle är Minatitlán, 13,7 km sydost om Llano Grande. I omgivningarna runt Llano Grande växer i huvudsak lövfällande lövskog.